# سيفدينير
سيفداينير (Cefdinir) الأسماء التجارية الأخرى Cefzon و Omnicef  هو مضاد حيوي من مجموعة السيفالوسبورينات الجيل الثالث، وهو مضاد للجراثيم سلبية الغرام (gram negative) (ما عدا الزائفة الزنجاريةPseudomonas Aeruginosa)، ولبعض الجراثيم إيجابية الغرام (gram positive).
- الأسماء التجاريه الأخرى:- اومنيسف، سيفدين، دينار، دينروسيف، سيدينير واومنيسف كبسولات.

في عام 2008، سيفداينير (Cefdinir)، باسم Omnicef، كان الأعلى مبيعا من المضادات الحيوية السيفالوسبورينات في الولايات المتحدة، مع أكثر من 585 مليون $ داخل مبيعات التجزئة في إصداراته الجنيسة وحدها.
وقد اكتشف من قبل شركة فوجيساوا للصناعات الدوائية المحدودة <! - «فوجيساوا» -> (الآن أستيلاس فارما)، وقدم في عام 1991 تحت اسم العلامة التجارية Cefzon.

## الاستخدام الطبي
يستخدم في علاج أنواع مختلفة من العدوى البكتيرية، مثل:
التهاب الجيوب الفكية العلوية الحاد، التهاب اللوزتين
- داء السيلان
- التهاب الأذن الوسطى.
- التهاب البلعوم.
- أمراض الجهاز التنفسي السفلي (التهاب القصبات).
- أمراض الجهاز البولي. الالتهابات الجلدية المختلفة وغيرها.[6]

### الاشكال الصيدلانية
- كبسولات: 300 مغ
- مسحوق للحل (للاستخدام عن طريق الفم):

1. 125 مغ/ 5 مل (60 مل، 100 مل)
2. 250 مغ/ 5مل (60 مل، 100 مل)

### مضادات الاستطباب
- فرط الحساسية تجاه السيفالوسبورينات.
- البرفيرية.[6]

## الآثار الجانبية
- ردود فعل تحسسية (طفح، حكة، شرى، تفاعلات شبيهة بداء المصل مع اندفاعات، حمى، آلام مفصلية، تأق) صداع.
- إسهال، نادراً التهاب قولون مترافق مع تناول الصاد الحيوي، غثيان، إقياء، انزعاج بطني.
- اضطرابات في خمائر الكبد، التهاب كبد عابر، يرقان ركودي.
- التهاب كلية خلالي عكوس.
- فرط نشاط، عصبية، اضطرابات في النوم، هلوسة، تخليط، دوخة، ارتفاع ضغط الدم.[7]

## الجرعة
- فموياً

1. 600 ملغ/يوم كجرعة وحيدة أو مقسمة على جرعتين.

- الأطفال

1. 14 ملغ/كغ/يوم حتى 600 ملغ/يوم كحد أعلى.

- تنقص الجرعة لدى مرضى القصور الكلوي إلى 300 ملغ/يوم عندما تكون تصفية الكرياتينين أقل من 30 مل/دقيقة.

## تحذيرات
- القصور الكلوي.
- فرط الحساسية تجاه المضادات الحيوية من زمرة البيتالاكتام.
- سيرة مرضية للتحسس.
- الحمل والإرضاع.
- مراقبة الحالة الدموية والوظيفة الكلوية خاصة أثناء المعالجة المطولة بجرعات عالية.
- قد يؤثر الدواء على تفاعل جافيه لقياس تركيز الكرياتينين وقد تنتج قيم مرتفعة كاذبة.
- يمكن أن تظهر نتائج إيجابية كاذبة لاختبار كومبس المباشر أثناء تعاطي الدواء مما يؤثر على اختبار التصالب الدموي.
- إيجابية كاذبة لاختبار الغلوكوز البولي لدى استخدام الطرق التي تعتمد تفاعلات إرجاع النحاس.[6]

## التخزين
يحفظ العلاج في درجة حرارة الغرفة (25 درجة مئوية)، بعيدا عن الحرارة الرطوبة
ويحفظ الشراب في درجة حرارة الغرفة (25 درجة مئوية)، وتخلص من أي كمية متبقية بعد 10 أيام.